# Opération Nous nous en remettons à Dieu
Guerre Iran-Irak
Batailles
- Opération Kaman 99
- Bataille de Khorramchahr
- Siège d'Abadan
- Opération Morvarid

- Bataille de Nasr
- Attaque sur H-3

- Opération Samen-ol-A'emeh
- Victoire Indéniable
- Beit ol-Moqaddas
- Ramadan

- Opération Anfal
- Valfajr 2
- Valfajr 6
- Badr
- 1re bataille d'Al Faw
- Kerbala 5 et 6
- Nasr 4

- Opération Nous nous en remettons à Dieu
- Opération Mersad

- Opération Sugar
- Opération Earnest Will
- Opération Prime Chance
- Opération Eager Glacier
- Incident de Bridgeton
- Opération Praying Mantis

- Opération Opéra (raid israélien)
- Incident de l’USS Stark
- Vol Iran Air 655

L’opération Nous nous en remettons à Dieu (en arabe : Tawakalna ala Allah) est une série de cinq offensives irakiennes en 1988 à la fin de la guerre Iran-Irak visant à reprendre Al-Faw, l'île de Majnoun, Dehloran et Qasr-e Chirin afin de repousser les Iraniens de l'autre côté de la frontière.
Il s'agit de la plus importante opération irakienne du conflit, mobilisant pas moins de 1 500 000 soldats, 5 550 chars et 900 avions. Elle aboutit à la retraite de l'armée iranienne d'Irak qui subit une défaite majeure et jette les bases du retour au statu quo ante bellum.
Il est très difficile de quantifier le bilan humain de cette série de batailles, et d'en déterminer le nombre de morts : les journalistes et observateurs étrangers étaient surveillés et encadrés autant par les Irakiens, que les Iraniens. Pour des motifs de propagande, le bilan humain, des deux côtés, autant Irakien qu'Iranien, est sans doute sous-évalué.  

## Les offensives

### Reprise d'Al-Faw
La péninsule d'Al Faw était sous contrôle iranien depuis 1986 après avoir lancé une attaque surprise contre la péninsule dans le cadre de l'opération Valfajr 8 (Aube 8).
La prise d'Al Faw est un coup dur pour les Irakiens, menaçant directement Bassora par le sud-est. La reprise de la péninsule est vue par Saddam Hussein comme une priorité absolue et le général irakien Maher Abd al-Rashid a promis de la récupérer, allant même jusqu'à offrir sa fille Sahar à Qoussaï Hussein, second fils du dirigeant irakien, afin de prouver sa certitude. 100 000 soldats (dont 60 % issus de la garde républicaine irakienne) lancent l'offensive contre quelque 15 000 volontaires Basij iraniens. L'état-major irakien estime que la reprise d'Al Faw pourrait prendre quelques semaines, mais les forces irakiennes parviennent en réalité à la recapturer en seulement un jour du fait de l’effondrement des positions iraniennes.
Cette victoire a été rendue possible grâce aux attaques de diversion dans le nord de l'Irak, le bombardement massif du front iranien et l'usage d'armes chimiques contre les Iraniens. Des commandos sont également déployés par hélicoptère derrière les lignes iraniennes afin d'empêcher leur retraite.
Cette victoire est  également due en petite partie au moins à l'utilisation par les Irakiens d'armes toujours plus sophistiquées.
Selon les analystes de l'aviation Tom Cooper et Farzad Bishop, le brigadier général Ahmad Sadik l'IRAF a pour la première fois de la guerre utilisé le missile Kh-29L tiré par des Su-22M-3K en coordination avec des Mirage F1EQ-5 de la manière suivante:
Un Mirage illumine la cible avec son désignateur laser du pod ATLIS , un Su-22 tire le missile et dégage, le Mirage continuant à guider le missile, mais restant libre d'évoluer à sa guise (hors de portée de la DCA iranienne à courte portée).
Le premier raid aérien de ce type eut lieu le matin du 17 avril 1988 et vit l'attaque et la destruction du principal pont flottant sur cylindres
du Chatt-el-Arab à l'aide de 4 missiles Kh-29L.
Ce pont qui est la principale artère de soutien logistique des forces iraniennes installées sur le sol irakien et l'IRAF n'avait  jamais réussi à le démolir malgré de très nombreuses attaques. La perte du pont flottant de Fao empêche les renforts Iraniens d'atteindre la péninsule, mais également leurs troupes postées en Irak de retourner en Iran. Des dizaines de combattants iraniens se noient alors qu'ils tentent de traverser le Chatt à la nage.
Enfin selon le magazine américain  Foreign Policy  qui s'appuie sur des archives gouvernementales américaines et le témoignage de l'attaché militaire américain à Bagdad en 1988 Rick Francona, la Defense Intelligence Agency a aidé l'état-major irakien à la préparation de cette offensive en lui fournissant des Images satellitaires et des renseignements sur les concentrations de troupes iraniennes dans le sud de l'Irak, leurs dépôts logistiques, la défense anti-aérienne iranienne et l'aviation iranienne.
Une fois la péninsule reprise, les Irakiens repoussent entièrement les Iraniens hors du sud de l'Irak et tentent à nouveau une percée dans le Khouzistan qui s'avère cependant être un échec. Les pertes irakiennes s'élèvent à 1 000 tués et blessés.

### Bataille du lac poisson
À 9 h 30 le 25 mai 1988, l'Irak lance une offensive contre les positions iraniennes sur le Lac poisson (étendue de désert à l'ouest de Shalamcheh), consistant en l'un des plus grands barrages d'artillerie de l'Histoire, couplé à des attaques chimiques. Les Iraniens avaient installé des tranchées, des champs de mines, des fossés anti-char et des barbelés. 135 000 soldats irakiens composés d'éléments de la garde républicaine et du 3e Corps montent à l'assaut des positions iraniennes et percent jusqu'à la rive orientale du Chatt-el-Arab. L'armée iranienne tente une contre-offensive qui est repoussée par les Irakiens.
Encore fois l'aviation irakienne semble avoir joué un rôle important lors de cette offensive.
Selon le témoignage du brigadier-général Ahmad Sadik sur cette offensive :
« Le plan que les pilotes irakiens doivent mettre à exécution est une attaque des camps de l'armée iranienne et des routes stratégiques dans le sud-ouest de l'Iran dans le cadre de  L’Opération Nous nous en remettons à Dieu, lancée dans le but de reprendre le contrôle du territoire de Shalamcheh dans l'est de Bassorah.
Pour faciliter les mouvements des troupes iraniennes dans le sud-ouest de l'Iran, leurs ingénieurs ont installé deux ponts flottants sur le fleuve 
Karoun. L'état-major irakien juge nécessaire de les détruire dans les quelques minutes précédant l'offensive, car les Iraniens pourraient alors amener des renforts et l'IRAF reçoit donc des ordres en conséquence. »
Toujours selon Ahmad Sadik, les deux ponts furent par conséquent détruits grâce à des missiles Kh-29L tirés par des Su-22M à distance de sécurité de 8 km et à une altitude de 6 000 m.
Enfin d'après son témoignage :
« Pendant ce temps, plusieurs grandes formations de Mig-23BN, Su-22 et Mirages attaquent des camps iraniens et leurs zones périphériques, supportés par des Su-22-2K armés de Missile anti-radar Kh-28E.»
Le flanc de Bassora est alors entièrement sécurisé et l'Iran a perdu une quantité considérable de blindés.

### Contre-attaque iranienne
En raison des revers iraniens, Rouhollah Khomeini nomme Hachemi Rafsandjani commandant suprême des forces armées, bien qu'il occupe ce poste déjà depuis quelques mois. Ce dernier ordonne une contre-attaque en Irak prévue pour le 13 juin 1988. Les Iraniens infiltrent les tranchées irakiennes et progressent d'environ 10 kilomètres en Irak et parviennent à lancer une frappe aérienne contre le palais présidentiel de Saddam Hussein à Bagdad. Après dix heures de combat, les Iraniens sont refoulés sur leurs positions de départ après que l'Irak a mobilisé 600 hélicoptères et 300 avions armés de sarin afin de les éliminer.

### Opération 40 Étoiles
Le 18 juin 1988, l'Organisation des moudjahiddines du peuple iranien appuyée par l'armée irakienne écrase les forces iraniennes dans le village iranien de Mehran qui est par la suite occupé. Environ une division de Pasdaran est anéantie, les pertes iraniennes s'élevant à 3 500 tués et blessés. Selon le gouvernement iranien l'Irak a encore utilisé l'arme chimique au cours de cette offensive. Les dix installations pétrolières dans la ville sont détruites.

### Reprise de l'île de Majnoun
Le 25 juin, l'Irak lance une opération afin de reprendre l'île de Majnoun aux mains des Iraniens. Des centaines de chars montent à l'assaut des lignes iraniennes, le rapport de force étant de 20-1 pour l'armée irakienne. La garde républicaine se prépare également à lancer l'attaque en bombardant l'île et en débarquant des commandos par aéroglisseurs sur Majnoun. L'assaut terrestre débute à 3 h 30 du matin. Les Iraniens, ne disposant que de 60 blindés, n'ont pas le temps de réagir face aux 2 000 blindés irakiens déferlant sur leurs positions. 2 115 soldats iraniens sont capturés lors de la bataille.

### Bataille de Dehloran et d'al-Amareh
Le 12 juillet, sur le front central, Saddam Hussein déclenche l'opération Tawakkalna 'ala Allah 3 en direction de Dehloran. L'armée irakienne mobilise 140 000 hommes (4e Corps d'armée et Garde républicaine) soutenu par un millier de chars, un millier de canons et 100 avions. les Irakiens s'emparent d'al-Amareh et de Dehloran en 48 heures, progressant de 40 kilomètres en profondeur en Iran, sans quasiment aucune résistance iranienne. 10 000 soldats iraniens ont été tués, 5 000 autres capturés ainsi que 600 blindés et 300 canons. Peu de temps après, les Irakiens se retirent du village, affirmant « ne pas souhaiter conquérir le territoire iranien ». Le succès de cette offensive prouve au régime islamique chiite la capacité de résistance de l'Irak et l'affaiblissement conséquent de l'armée iranienne après 8 ans de guerre et d'embargo, poussant Khomeini à demander un cessez-le-feu.

## Conséquences
Le 18 juillet 1988, Téhéran accepta le cessez-le-feu, qui prit effet le 22 du même mois et scellant le retour au statu quo ante bellum. Le 25 juillet, les moudjahidines du peuple, franchirent la frontière irako-iranienne pour tenter de renverser le régime iranien. La manœuvre échoua et entraîna une violente répression de Téhéran.
La faible résistance menée face aux offensives irakiennes de 1988 montre à quel point l'armée iranienne était exsangue après huit ans de guerre. Les Iraniens n'ont pas subi de défaite militaire majeure excepté au Kurdistan. L'opération américaine Praying Mantis et la catastrophe du vol 655 Iran Air avaient par ailleurs convaincu le gouvernement iranien de mettre un terme à la guerre, celui-ci étant de plus en plus isolé sur la scène internationale.